# Crimele din Rue Morgue
„Crimele din Rue Morgue” (în engleză The Murders in the Rue Morgue) este o povestire a scriitorului american Edgar Allan Poe, care a fost publicată inițial în revista Graham's Magazine din 1841. Ea a fost recunoscută ca prima povestire polițistă; Poe se referă la ea ca una dintre „poveștile de raționament”. Două lucrări care prezintă unele asemănări cu povestirea lui Poe sunt Das Fräulein von Scuderi (1819) de E.T.A. Hoffmann și Zadig (1748) de Voltaire.
C. Auguste Dupin este un bărbat din Paris care rezolvă misterul uciderii brutale a două femei. Numeroși martori au auzit un suspect, deși nimeni nu este de acord cu privire la limba vorbită de acesta. La locul crimei, Dupin găsește un fir de păr care nu pare a fi uman.
Fiind primul detectiv menționat în literatură, personajul Dupin a stabilit mai multe procedee literare care vor fi folosite în viitor de alți detectivi fictivi, inclusiv de Sherlock Holmes și Hercule Poirot. Multe personaje ulterioare, de exemplu, urmează modelul lui Poe al unui detectiv genial, al unui prieten personal care îi servește ca narator și prezentarea finală a indiciilor care au dus la rezolvarea cazului. Dupin reapare și în povestirile „Misterul lui Marie Rogêt” și „Scrisoarea furată”.

## Rezumat

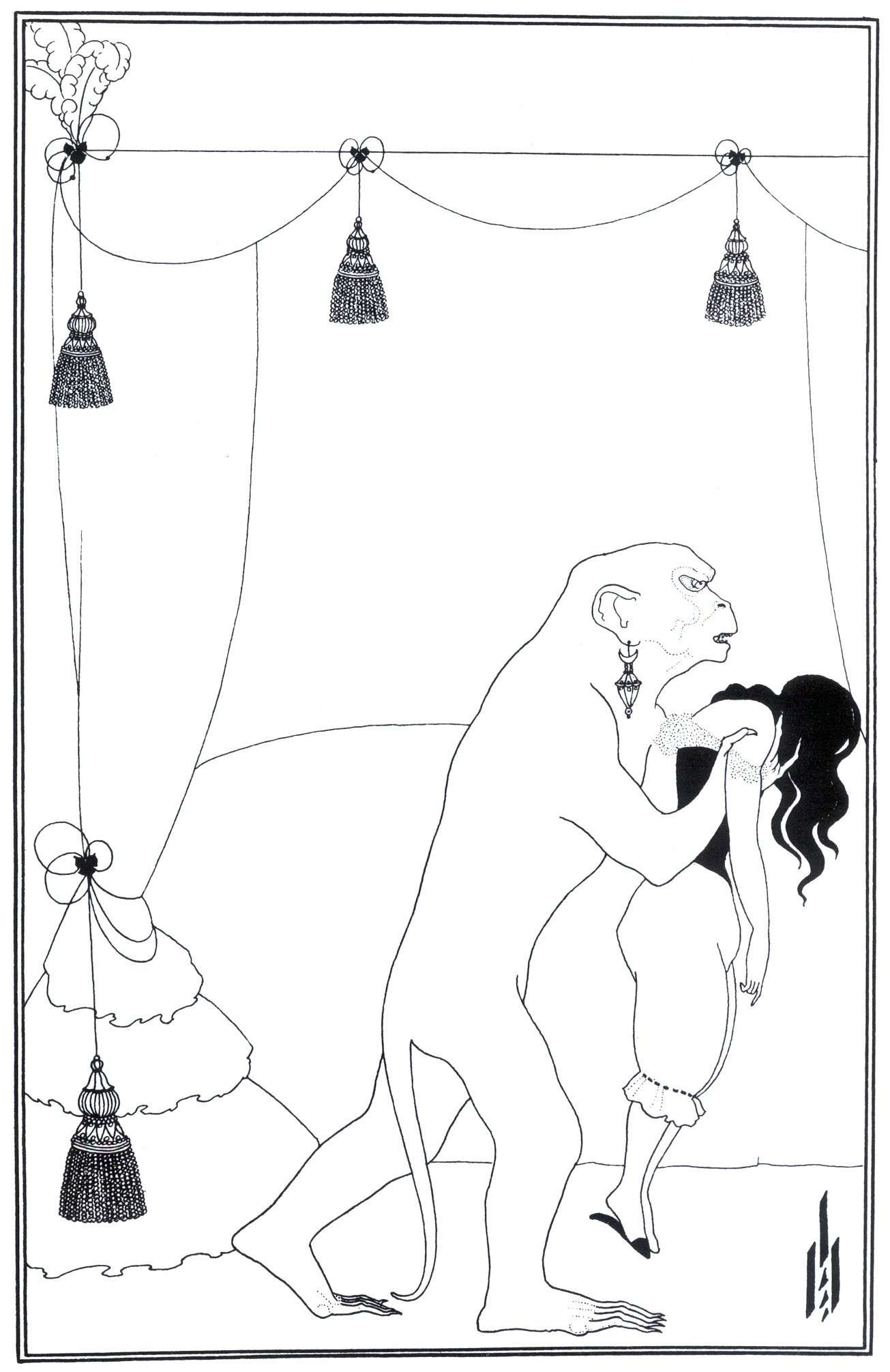
Ilustraţie de Aubrey Beardsley pentru „Crimele din Rue Morgue”, 1895

Povestirea se învârte în jurul uciderii inexplicabile a doamnei L'Espanaye și a fiicei ei în Rue Morgue, o stradă fictivă din Paris. Relatările din ziar arată că gâtul mamei era atât de tare tăiat încât capul ei abia se mai ținea de trup, iar fiica ei, după ce a fost ștrangulată, a fost vârâtă în deschizătura îngustă a hornului. Crima a avut loc într-o cameră inaccesibilă de la etajul al patrulea al clădirii, cameră care fusese încuiată pe interior. Vecinii care au auzit crima au oferit relatări contradictorii, fiecare susținând că el a auzit ucigașul vorbind într-o altă limbă decât a sa. Vorbele erau neclare, iar martorii au spus că ei nu cunosc limba în care pretind că au auzit vorbele.
Parizienii Dupin și prietenul său, naratorul anonim al povestirii, citesc cu interes aceste relatări din ziare. Cei doi trăiesc într-o stare de izolare și nu primesc niciun vizitator. Ei au tăiat contactul cu „foștii asociați” și ies afară din casă doar noaptea. „Existam doar pentru noi”, explică naratorul. Când un om pe nume Adolphe Le Bon a fost închis deși nu existau dovezi care să indice vinovăția acestuia, Dupin este atât de intrigat încât își oferă serviciile sale lui „G”, prefectul de poliție.
Deoarece martorii nu pot fi de acord asupra limbii în care a vorbit criminalul, Dupin concluzionează că ei nu au auzit deloc o voce omenească. El găsește un fir de păr la locul crimei, care este destul de neobișnuit; „acesta nu este păr uman”, a conchis el. Dupin dă un anunț în ziar în care întreabă dacă cineva a pierdut un „urangutan”. Un marinar răspunde la anunț și vine acasă la Dupin, afirmând că oferă o recompensă pentru restituirea urangutanului. În schimb, Dupin îi cere toate informațiile pe care le avea despre crimele din Rue Morgue. Marinarul afirmă că el ținea un urangutan captiv pe care-l prinsese atunci când vasul pe care lucra acostase în Borneo. Animalul scăpase din casa marinarului cu briciul de bărbierit al acestuia. Stăpânul a pornit în urmărirea lui, dar urangutanul a scăpat prin escaladarea unui zid și a unei sârme de paratrăsnet, intrând printr-o fereastră în apartamentul din Rue Morgue.
Surprinsă de această apariție neașteptată, doamna L'Espanaye nu s-a putut apăra în fața urangutanului care încerca să o bărbierească așa cum observase că făcea marinarul și i-a tăiat accidental gâtul femeii cu briciul. Fapta sângeroasă a întărâtat și înfuriat animalul și a strâns-o de gât pe fiică până când aceasta din urmă a murit. Observându-și stăpânul care privea pe fereastră, urangutanul s-a temut că va fi bătut cu biciul și a încercat să ascundă trupul tinerei femei, vârându-l în deschizătura hornului. Marinarul, conștient de „crimă”, a intrat în panică și a fugit, permițând urangutanului să scape. Prefectul de poliție, după auzirea acestei întâmplări, a menționat cu sarcasm că oamenii ar trebui să-și vadă de treaba lor. După plecarea lui, Dupin a răspuns că G este „prea viclean pentru a fi profund”, dar îi admiră abilitatea sa „de nier ce qui est, et d'expliquer ce qui n'est pas” (un citat din romanul Julie ou la Nouvelle Héloïse de Jean-Jacques Rousseau: „a nega ceea ce este și a explica ceea ce nu este”).

## Teme și analiză

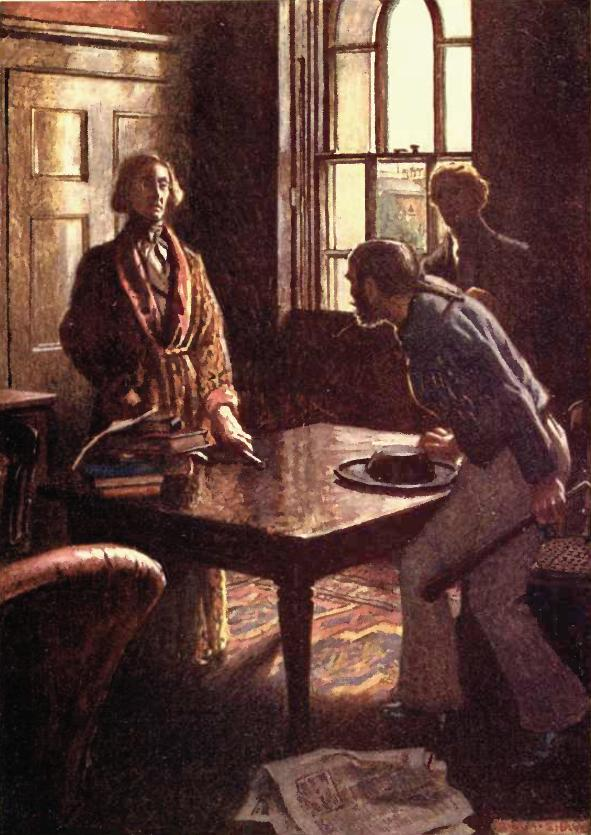
Momentul în care Dupin îl întreabă pe marinar despre crime. Ilustraţie de Byam Shaw pentru o ediție londoneză din 1909 cu legenda „Marinarul se înroși la față, de parcă s-ar fi înăbușit. Sări în picioare și puse mâna pe bâtă.”

Într-o scrisoare către prietenul său Dr. Joseph Snodgrass, Poe a spus despre „Crimele din Rue Morgue” următoarele: „tema sa a fost exercitarea ingeniozității în depistarea unui criminal”. Dupin nu este un detectiv profesionist; el decide să investigheze crimele din Rue Morgue pentru amuzamentul personal. El are, de asemenea, dorința de a scoate adevărul la iveală și de a dovedi că un om nevinovat a fost acuzat pe nedrept. Interesele sale nu sunt de natură financiară și el chiar refuză o recompensă monetară de la proprietarul urangutanului. Descoperirea criminalului real elimină crima, pentru că nici urangutanul și nici proprietarul lui nu pot fi considerați responsabili. Domnul Le Bon, suspectul care este arestat, apare ca un țap ispășitor, deși Poe nu a dorit ca el să fie prezentat astfel.
Poe a scris „Crimele din Rue Morgue” într-un moment în care crima pătrundea tot mai puternic în mintea oamenilor ca urmare a dezvoltării urbane. La Londra se înființase recent prima forță de poliție profesionistă și orașele americane au început să se concentreze pe activitatea polițienească științifică, ziarele relatând despre crime și procese penale. „Crimele din Rue Morgue” stabilește o temă urbană care va fi reutilizată de mai multe ori în ficțiunea lui Poe, în special în „The Man of the Crowd”, probabil inspirată de perioada în care Poe a locuit la Philadelphia.
Povestea are o metaforă de bază pentru lupta creier vs. mușchi. Puterea fizică, reprezentată atât de urangutan, cât și de proprietarul acestuia, duce la violență: urangutanul este un criminal, în timp ce proprietarul recunoaște că și-a lovit animalul cu un bici. Puterea intelectuală a analistului învinge violența lor. Povestirea conține, de asemenea, tema des folosită de Poe a morții unei femei frumoase, pe care el a numit-o „subiectul cel mai poetic din lume”.

### Metoda lui Dupin
Poe definește metoda lui Dupin, raționament (în engleză ratiocination), folosind ca exemplu un jucător de cărți: „măsura informației obținute; valoarea informației dobândite nu stă în trăinicia deducției, cât în calitatea observației”. Poe oferă atunci un exemplu de povestire în care Dupin explică modul în care știa că naratorul se gândea la actorul Chantilly. Dupin își aplică apoi metoda în rezolvarea acestor crime.
Metoda lui Dupin subliniază importanța de a citi și a cuvântului scris. Relatările din ziar îi stârnesc curiozitatea; el află despre urangutani dintr-o relatare scrisă de „Cuvier” - posibil zoologul francez Georges Cuvier. Această metodă angajează, de asemenea, cititorul, care îl urmează pe detectiv prin citirea indiciilor. Poe, subliniază, de asemenea puterea cuvântului rostit. Atunci când Dupin îi cere marinarului informații despre crime, marinarul reacționează ca în fața morții: „marinarul se înroși la față, de parcă s-ar fi înăbușit. Sări în picioare și puse mâna pe bâtă. Dar în clipa următoare căzu îndărăt pe scaun, tremurând din tot trupul și cu masca morții pe obraz”.

## Semnificație literară și recepție
Jeffrey Meyers, biograful lui Poe, a rezumat astfel semnificația povestirii „Crimele din Rue Morgue”: „[ea] a schimbat istoria literaturii mondiale”. Povestirea este citată adesea ca prima povestire de ficțiune polițistă, iar personajul Dupin a devenit prototip pentru mulți detectivi din literatura de mai târziu, inclusiv pentru Sherlock Holmes al lui Arthur Conan Doyle și Hercule Poirot al Agathei Christie. Genul literar al povestirilor polițiste este diferit de cel al altor povestiri cu mistere deoarece accentul este pus pe analiză. Rolul lui Poe în crearea literaturii polițiste este recunoscut de Premiile Edgar, acordate anual de către Mystery Writers of America.
„Crimele din Rue Morgue” a stabilit, de asemenea, mai multe aspecte de limbaj literar care vor deveni elemente comune în literatura polițistă: un detectiv excentric, dar genial, polițiști cu o gândire limitată, nararea la persoana întâi de către un prieten apropiat al personajului principal. Poe descrie poliția într-o manieră nesimpatetică ca un fel de element de contrast în comparație cu detectivul. Poe inițiază, de asemenea, procedeul narativ prin care detectivul își anunță soluția și explică apoi raționamentul care a condus la aceasta. Este, de asemenea, primul mister dintr-o cameră închisă în literatura detectivistică.
La publicarea sa, „Crimele din Rue Morgue” și autorul său au fost apreciate pentru crearea unei noutăți literare. Ziarul Inquirer din Pennsylvania a scris că povestirea „dovedește că domnul Poe este un om de geniu... cu o iscusință și o putere inventivă, despre care nu cunoaștem nicio asemănare”. Poe, cu toate acestea, și-a minimalizat realizarea într-o scrisoare către Philip Pendleton Cooke:
„Aceste povești de raționament își datorează cea mai mare din popularitatea lor faptului că sunt scrise într-un stil nou. Nu vreau să spun că ele nu sunt ingenioase, dar oamenii le cred mai ingenioase decât sunt - din cauza metodei lor și a aspectului metodei. În „Crimele din Rue Morgue”, de exemplu, unde este ingeniozitatea în dezlegarea unei enigme care... a fost țesută cu scopul expres de a fi dezlegată?"”
 Cititorii moderni sunt derutați de încălcarea de către Poe a unei convenții narative implicite: cititorii ar trebui să fie capabili să ghicească soluția poveștii pe care au citit-o. Finalul încurcat, cu toate acestea, este un semn de „rea credință” din partea lui Poe, deoarece cititorii nu ar include în mod rezonabil un urangutan pe lista lor de potențiali criminali.

## Inspirație
Cuvântul detectiv nu exista la momentul în care Poe a scris „Crimele din Rue Morgue”, deși au existat și alte povestiri similare în care apăreau personaje care rezolvau astfel de probleme. Das Fräulein von Scuderi (1819) de E.T.A. Hoffmann, în care Mlle de Scudery, un fel de Miss Marple din secolul al XIX-lea, stabilește nevinovăția suspectului favorit al poliției în uciderea unui bijutier, este uneori citată ca prima povestire cu detectivi. Printre alte precursoare sunt de menționat Zadig (1748) de Voltaire, cu un personaj principal care realizează fapte similare de analiză, împrumutate și ele din povestirea „Peregrinaggio di tre giovani figliuoli del re di Serendippo”, o versiune italiană a poemului „Hasht-Bihisht” al lui Amir Khusro.
Se poate ca Poe să fi dorit să extindă precedentele sale lucrări analitice, inclusiv eseul „Jucătorul de șah al lui Maelzel” și comedia „Three Sundays in a Week”. În ceea ce privește subiectul povestirii, Poe s-a inspirat probabil din reacția mulțimii față de un urangutan prezentat în iulie 1839 la Masonic Hall din Philadelphia. Numele personajului principal poate fi inspirat din personajul „Dupin” dintr-o serie de povestiri publicate pentru prima dată în 1828 în revista Burton's Gentleman's Magazine denumite „Unpublished passages in the Life of Vidocq, the French Minister of Police”. Se poate ca Poe să fi cunoscut povestirea care prezintă un om analitic ce descoperă un criminal, deși între cele două relatări există puține asemănări. Victimele crimelor din ambele povestiri, totuși, au gâtul tăiat atât de rău încât capul lor este aproape despărțit în întregime de trup. Dupin îl menționează, de fapt, pe Vidocq după nume, prezentându-l ca „un bun ghicitor”.

## Istoricul publicării

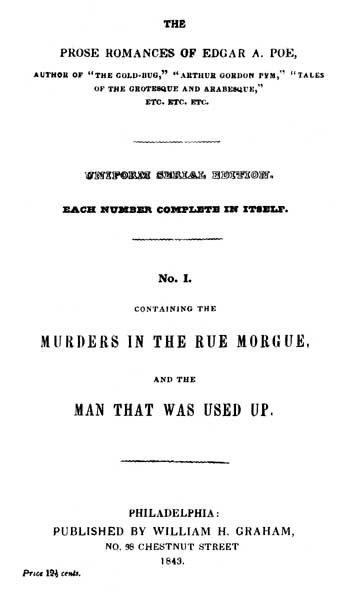
The Prose Romances of Edgar A. Poe, No. I, William H. Graham, Philadelphia, 1843.

Poe și-a intitulat inițial povestirea „Murders in the Rue Trianon”, dar a redenumit-o pentru a o asocia mai bine cu moartea. „Crimele din Rue Morgue” a apărut pentru prima dată în numărul din aprilie 1841 al revistei Graham's Magazine la care Poe lucra ca redactor. El a fost plătit cu 56 de dolari în plus pentru ea - o sumă neobișnuit de mare; el fusese plătit doar cu 9 dolari pentru „Corbul”.  În 1843, Poe a avut ideea de a tipări o serie de broșuri cu povestirile sale intitulate The Prose Romances of Edgar A. Poe. El a imprimat doar una, „Crimele din Rue Morgue”, care a cuprins în mod ciudat și povestirea satirică „Omul făcut bucăți”. Broșura s-a vândut pentru 12,50 cenți. Această versiune a inclus 52 de schimbări față de textul original din Graham's, inclusiv noua replică: „The Prefect is somewhat too cunning to be profound”, o schimbare față de originalul „too cunning to be acute”. „Crimele din Rue Morgue” a fost, de asemenea, retipărită în colecția  de povestiri ale lui Poe editată de Wiley & Putnam și denumită pur și simplu Tales. Poe nu a participat la selectarea povestirilor care au fost incluse în acel volum.
„Continuarea” lui Poe la „Crimele din Rue Morgue” a fost „Misterul lui Marie Rogêt”, serializată pentru prima dată în decembrie 1842 și ianuarie 1843. În ciuda faptului că a primit subtitlul „A Sequel to «The Murders in the Rue Morgue»”, „Misterul lui Marie Rogêt” are puține elemente comune cu „Crimele din Rue Morgue” în afară de includerea lui C. Auguste Dupin și a desfășurării acțiunii tot la Paris. Dupin a reapărut în „Scrisoarea furată”, pe care Poe a considerat-o „probabil cea mai bună dintre povestirile mele de raționament” într-o scrisoare din iulie 1844 către James Russell Lowell.
Manuscrisul original al povestirii „Crimele din Rue Morgue” care a fost folosit pentru prima sa tipărire în Graham's Magazine a fost aruncat într-un coș de gunoi. Un ucenic de la birou, J. M. Johnston, l-a găsit și l-a lăsat tatălui său pentru păstrare. Acesta a fost ținut într-o carte muzicală, supraviețuind la trei incendii ale casei înainte de a fi cumpărat de George William Childs. În 1891, Childs a prezentat public manuscrisul achiziționat, împreună cu o scrisoare care explica istoria ei, la Drexel University. Childs a donat, de asemenea, 650 de dolari pentru finalizarea noului monument funerar al lui Edgar Allan Poe din Baltimore, Maryland în 1875.
„Crimele din Rue Morgue” a fost una dintre primele lucrări ale lui Poe care a fost tradusă în limba franceză. Între 11 iunie și 13 iunie 1846, traducerea franțuzească „Un meurtre sans exemple dans les Fastes de la Justice” a fost publicată în La Quotidienne, un ziar din Paris. Numele lui Poe nu a fost menționat, iar mai multe detalii, inclusiv numele străzii (Rue Morgue) și a personajelor principale (Dupin a devenit Bernier) au fost schimbate. La 12 octombrie 1846, o altă traducere necreditată redenumită „Une Sanglante Enigme” a fost publicată în Le Commerce. Editorul revistei Le Commerce a fost acuzat de a fi plagiat povestirea din La Quotidienne. Acuzarea a mers la proces și dezbaterea publică a adus numele lui Poe în atenția publicului francez.

## Traduceri în limba română
Prima traducere în limba română a fost realizată anonim și publicată în 1879 sub titlul „Cele două asasinaturi” în ziarul Timpul, nr. 235, 236, 237, 239, 244, 246, 248, 252, 256, 257, 261 și 264. Povestirea a fost tradusă apoi de Emil Pagano (publicată în 1892 sub titlul „Îndoitul asasinat din strada Morgue”:p. 640 într-o broșură de 30 de pagini tipărită de Tip. „Modernă” Gr. Luis din București.), de „Byr” (publicată în 1896 sub titlul „Tragedia din rue Morgue” în ziarul Dreptatea, anul III, 1896, nr. 118, 120, 122, 123, 125, 126, 128, 129, 130 și 132), de „Șt. P.” (cel mai probabil Ștefan Petică) (inclusă sub titlul „Îndoitul asasinat din strada Morgue” în volumul Nuvele extraordinare, editat în 1896 de Institutul de Editură Ralian și Ignat Samitca din Craiova, Biblioteca de popularizare Literatura, Știința, Arta, nr. 19) și de Iosif Popescu (publicată în 1904 sub titlul „Asasinatul din strada Morgei” în ziarul Tribuna poporului, anul VIII, 1904, nr. 218, 220-223, 226-228, 230-232 și 234).
Alte traduceri au fost realizate de Barbu Constantinescu (publicată în 1910 sub titlul „Cele două asasinate din str. Morgue” în volumul Nuvele extraordinare, editat în 1910 de Edit. Librăriei Socec & Co. din București, în Biblioteca Populară Socec, nr. 101-103), Albert Munteanu (publicată în anii 1920 sub titlul „Dublul asasinat din strada Morgei” într-o broșură din colecția Lectura pentru toți, nr. 125):p. 641 și G. M. Amza (publicată în anii 1930 sub titlul „Îndoit asasinat din strada Morgei” și în 1942 sub titlul „Îndoitul asasinat din strada Morgei”). O altă traducere a fost realizată de Ion Vinea și publicată în vol. Scrieri alese (vol. I), editat în 1963 de Editura pentru Literatură Universală din București, fiind reeditată și de alte edituri. Povestirea a fost tradusă apoi de Ioana Ionașek (publicată în volumul Masca Morții Roșii și alte povestiri, editat în 2008 de Editura Tritonic din București), de Liviu Cotrău (publicată în volumul Masca Morții Roșii: schițe, nuvele, povestiri (1831-1842), editat în 2012 de Editura Polirom din Iași) și de Gabriel Mălăescu (publicată sub titlul „Crimele din Strada Morgue” în volumul Gândacul de aur, editat în 2014 de Editura MondoRo din București).

## Adaptări
Povestirea „Crimele din Rue Morgue” a fost adaptată pentru radio, film și televiziune de mai multe ori. Primul film care a adaptat povestirea a fost un scurtmetraj mut realizat în 1914. Prima versiune de lungmetraj a fost filmul Murders in the Rue Morgue realizat de Universal Pictures în 1932, regizat de Robert Florey și cu actorii Bela Lugosi, Leon Ames, Sidney Fox și Arlene Francis. Filmul are puține asemănări cu povestirea originală. O altă adaptare, Phantom of the Rue Morgue, a fost lansată în 1954 de Warner Brothers, fiind regizată de Roy Del Ruth și avându-i pe actorii Karl Malden și Patricia Medina în rolurile principale. 
Un film de televiziune realizat de Syndicated în 1968, The Murders in the Rue de Morgue, este o adaptare realizată de James MacTaggart, cu Walter Horsbrugh, Charles Kay și Dennis Edwards. Filmul Murders in the Rue Morgue (1971), regizat de Gordon Hessler, are puține lucruri în comun cu povestirea lui Poe. La 7 ianuarie 1975 a fost difuzată o piesă de teatru radiofonic de către postul CBS Radio Mystery Theater. Un film de televiziune intitulat The Murders in the Rue Morgue a fost difuzat în 1986. El a fost regizat de Jeannot Szwarc și i-a avut în rolurile principale pe George C. Scott, Rebecca De Mornay, Ian McShane și Val Kilmer. El a fost adaptat și ca un joc video de Big Fish Games pentru franciza „Dark Tales” sub titlul „Dark Tales: Edgar Allan Poe's Murders in the Rue Morgue”.
Murders in the Rue Morgue, and The Gold Bug (1973), o versiune simplificată realizată de Robert James Dixson, a fost publicată de Regents Pub. Co.
Clive Barker a scris o nuveletă denumită „Noile crime din Rue Morgue” (în engleză „New Murders in the Rue Morgue”) care a apărut în colecția sa de povestiri de groază Cărțile însângerate (în engleză Books of Blood. Volume I-III) (1984-1985).
Trupa britanică de heavy metal Iron Maiden are un cântec intitulat „Murders in Rue Morgue”, bazat pe această povestire. Morgue Street este un scurtmetraj din 2012 regizat de Alberto Viavattene, cu Federica Tommasi și Désirée Giorgetti.